# 賓厄姆 (喬治亞州)
賓厄姆（英語：Bingham）是位於美國喬治亞州傑夫·戴維斯縣的一個鬼鎮。由於此地已於1907年被荒廢，本地已無人居住。

## 地理
賓厄姆的座標為31°49′08″N 82°46′06″W / 31.81889°N 82.76833°W，而該地的平均海拔高度為74米（即243英尺）。